# Шатилов, Николай Иванович
Николай Иванович Шатилов  (род. 13 августа 1953, Таштагол, Кемеровская область) — российский государственный деятель. Председатель Кемеровского облсовета (2008—2013), депутат Государственной думы Российской Федерации шестого созыва (2015—2016).

## Биография
Родился 13 августа 1953 года в г.Таштаголе Кемеровской области
Отец — Иван Николаевич (1922—2008), инвалид Великой Отечественной войны, ветеран труда КМК. Мать — Анна Трифоновна (1923—1994), вырастила, кроме сына, ещё трех дочерей.
Закончил Сибирский металлургический институт им. С.Орджоникидзе (1980 год) по специальности «технология и комплексная механизация подземной разработки месторождений полезных ископаемых».
Кандидат в депутаты Государственной думы от Единой России в 2011 году ( Кемеровская региональная группа)

### Трудовая деятельность
- 1971—1972 гг. — ученик слесаря, электрослесарь Таштагольского рудника Кузнецкого металлургического комбината;
- 1972—1974 гг. — служба в рядах Советской Армии;
- 1975—1980 гг. — учёба в Сибирском металлургическом институте им. С.Орджоникидзе;
- 1980—1987 гг. — командир отделения оперативного взвода, командир оперативного взвода Таштагольского ВГСО, командир Таштагольского ВГСО;
- 1987—1997 гг. — заместитель председателя, председатель Таштагольского горисполкома, председатель Таштагольского городского Совета народных депутатов, глава Администрации г. Таштагола;
- 1997—1998 гг. — директор по горнорудным предприятиям — начальник горнорудного управления АО «Кузнецкий металлургический комбинат»;
- 1998—2001 гг. — начальник департамента по координации развития горнорудных предприятий и рекреационной деятельности Горной Шории Администрации Кемеровской области — представитель губернатора Кемеровской области по югу Кузбасса;
- 2001—2003 гг. — директор по общим вопросам ОАО «Кузнецкий металлургический комбинат»;
- 2003—2008 гг. — директор Евразруды по социальным вопросам;
- 2008—2013 гг. — председатель Совета народных депутатов Кемеровской области;
- 2015 г. — депутат Государственной думы Российской Федерации шестого созыва, член фракции «ЕДИНАЯ РОССИЯ», член комитета ГД по финансовому рынку.

## Награды
- Орден Дружбы (5 августа 2011 года) — за активное участие в законотворческой деятельности и многолетнюю добросовестную работу[2]
- Лауреат премии Кузбасса
- Медаль «За особый вклад в развитие Кузбасса» II и III степеней (Кемеровская область)
- Медаль «За честь и мужество» (Кемеровская область)
- Медаль «За служение Кузбассу» (Кемеровская область)
- Медаль «За веру и добро» (Кемеровская область)
- Медаль «За бизнес во имя созидания» (Кемеровская область)
- Медаль «60 лет Кемеровской области» (Кемеровская область)
- Медаль «65 лет Кемеровской области» (Кемеровская область)
- Медаль «60 лет Дню шахтёра» (Кемеровская область)
- Медаль «15 лет Кемеровской и Новокузнецкой епархии» (Кемеровская область)
- Почётный знак Совета народных депутатов Кемеровской области «За заслуги в развитии законодательства»
- Почётный гражданин города Таштагол
- Орден «За обустройство Земли Кузнецкой» (Кемеровская область)
- Орден святого благоверного князя Даниила Московского
- Орден преподобного Сергия Радонежского
- Знак Минспорта России «За развитие физической культуры и спорта»
- Медаль «Совет Федерации: 15 лет»
- Золотой Знак Совета народных депутатов Кемеровской области
- Знак «Защитник отечества» движения «Россия православная»
- Знак «Почетный работник туриндустрии»
- Звание «Почетный гражданин Кемеровской области» (2013 г.)
- Медаль «За особый вклад в развитие Кузбасса» I степени
- Почетный знак «Золотая Шория»
- Медаль «70 лет Кемеровской области»
- Почетный знак «Золотой знак Кузбасс»